# Patrick Leahy (político)
Patrick Joseph Leahy (Montpelier, Vermont, 31 de marzo de 1940) es un político, abogado y actor de cine estadounidense que fue dos veces presidente pro tempore del Senado de los Estados Unidos y senador senior de los Estados Unidos por Vermont desde 1975 a 2023. Leahy fue elegido para el Senado por primera vez en 1974 y anteriormente se desempeñó como presidente pro tempore de 2012 a 2015. Fue el presidente del Comité de Asignaciones del Senado.
Leahy, miembro del Partido Demócrata, se encuentra ahora en su octavo período. Es el miembro más antiguo del Senado y el último de los "Bebés Watergate" del Senado: los demócratas elegidos por primera vez al Congreso en 1974, tras la renuncia del presidente Richard Nixon en 1974 por el escándalo de Watergate. A partir de 2021, Leahy es también el único senador en funciones que ha servido durante la presidencia de Gerald Ford, y uno de los dos que han servido durante el mandato de Jimmy Carter.
Leahy, decano de la delegación congresional del estado, es el senador estadounidense con más años de servicio por Vermont, así como el único demócrata elegido para el Senado estadounidense por Vermont.  Es el expresidente de los Comités de Agricultura y Judicial. Se desempeñó como miembro de alto rango del Comité de Apropiaciones de 2017 a 2021, y fue elegido presidente en 2021. En 2001, Leahy fue uno de los dos senadores estadounidenses que fueron blanco de los ataques con ántrax que mataron a cinco personas. Fue el presidente del segundo juicio político de Donald Trump, convirtiéndose en el primer senador en presidir el juicio político de un expresidente.
El 15 de noviembre de 2021, Leahy anunció que no buscaría la reelección en 2022 y se jubilará cuando finalice su mandato el 3 de enero de 2023.

## Biografía
Es miembro del Partido Demócrata y senador por el estado de Vermont desde 1975. Después de la muerte de Daniel Inouye, Leahy asumió como Presidente pro tempore del Senado de los Estados Unidos, en diciembre de 2012 se convirtió en el Decano del Senado de los Estados Unidos (senador con más antigüedad del Senado).